# Musée Davy Crockett
Le musée Davy Crockett (David Crockett cabin museum en anglais) est une habitation du XIXe siècle, de style maison en bois, du Comté de Rutherford, dans le Tennessee, aux États-Unis. Actuel musée, elle fut la dernière demeure ou vécu le légendaire chasseur trappeur, colonel militaire, homme politique, franc-maçon, et grand héros américain de la conquête de l'Ouest, Davy Crockett (1786-1836) entre 1822 et 1835.

## Historique
Davy Crockett naît dans le Tennessee, et grandit à Morristown, où ses parents John et Rebecca Crockett, tiennent une taverne (actuel musée), durant la période de la conquête de l'Ouest du XIXe siècle. Célèbre chasseur trappeur (sa légende lui attribue d'avoir chassé et tué 105 ours), il s'engage en 1813 dans l'armée américaine du général Andrew Jackson, et combat dans les guerres indiennes. Il est promu en 1818 colonel du Cinquante-Septième Régiment de la Milice du Tennessee.

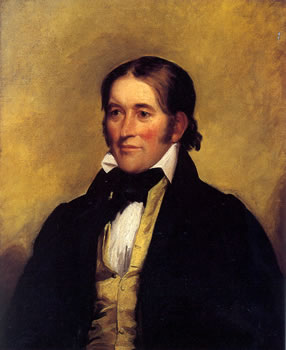
Davy Crockett en 1834.
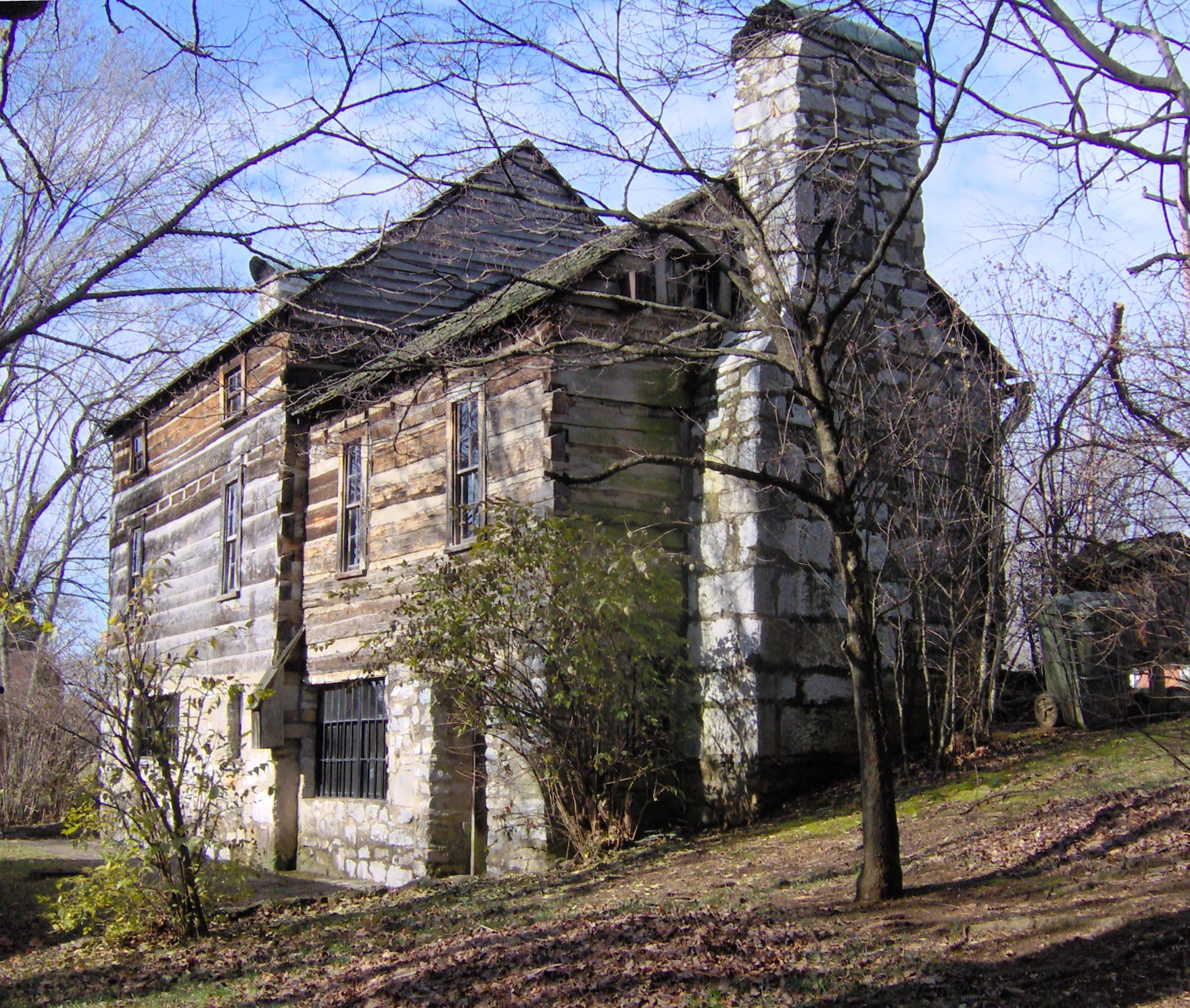
Taverne familiale de John et Rebecca Crockett.
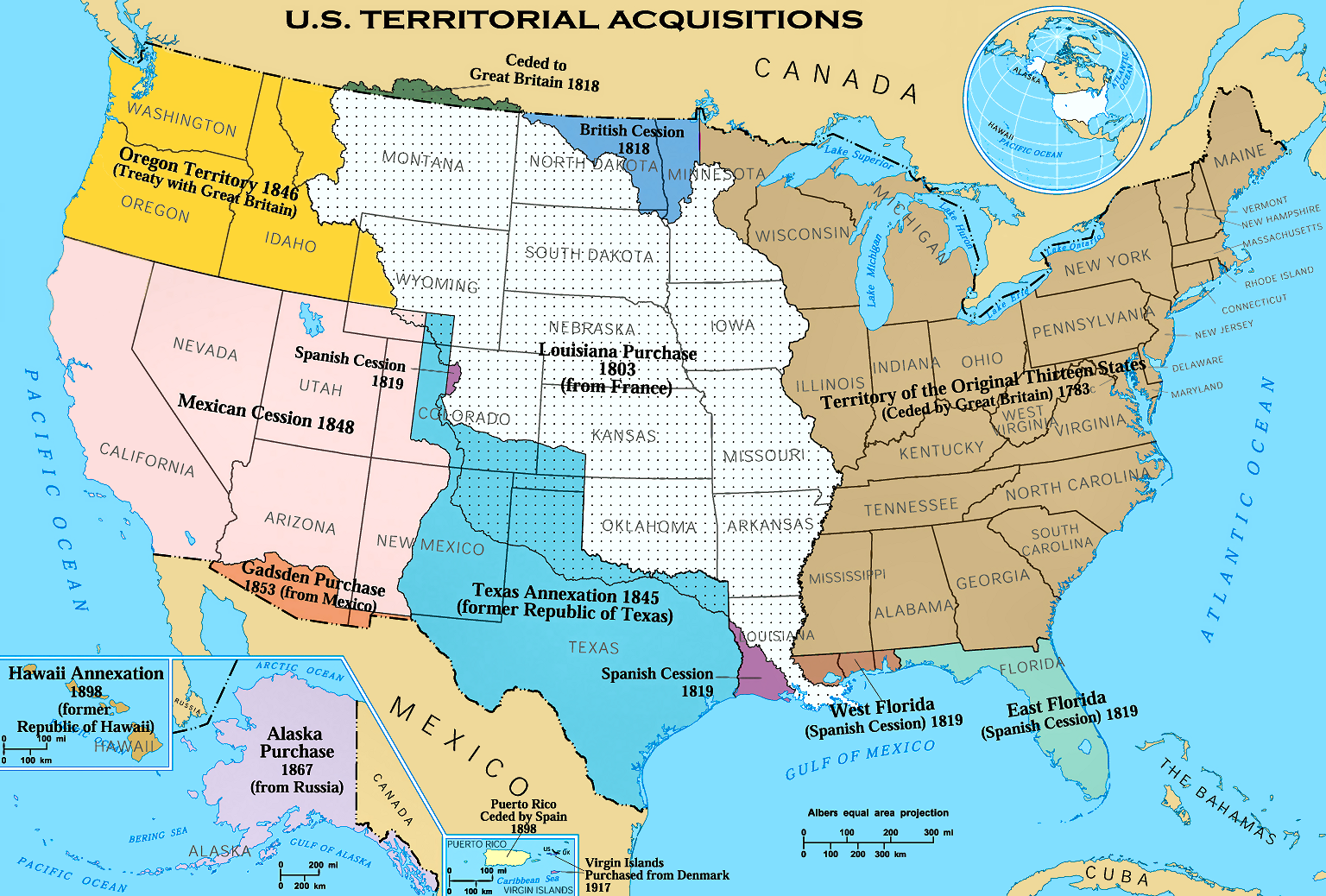
Conquête de l'Ouest, évolution territoriale des États-Unis, XIXe siècle.

Après avoir tenté de fonder une industrie de moulins et de distilleries à Whisky, il entame une carrière d'homme politique en devenant membre du parti national-républicain et de la franc-maçonnerie américaine. Il est élu en 1821, 1827 et 1831, à la Législature de l'État du Tennessee, ainsi qu'à la Chambre des représentants des États-Unis du Congrès des États-Unis du Capitole de la capitale Washington DC, en 1826, pour trois mandats. Il œuvre pour établir les droits des pionniers de l'ouest, et s'oppose farouchement à la politique du général Andrew Jackson, devenu président des États-Unis, en particulier sur le sujet de l'Indian Removal Act, ce qui finit par lui valoir ses échecs aux élections de 1831 et de 1835, et la perte de son siège au Congrès des États-Unis.
Ayant appris à lire et à écrire à l'âge de 18 ans, il rédige en 1834 son autobiographie, Un récit de la vie de David Crockett (A Narrative of the Life of David Crockett), considéré comme un des classiques majeurs de la littérature américaine et de l'histoire des États-Unis, qu'il lui vaut une notoriété internationale de son vivant.
En 1836, il abandonne la politique, avec une célèbre tirade « Vous pouvez tous terminer en enfer, je vais retourner à Texas ». Il s'engage aux côtés du colonel William Travis dans la révolution texane pour l'autonomie du Texas qui fait alors partie du Mexique, où il est tué en mars, à l'âge de 49 ans, durant le siège de Fort Alamo.
De notoriété internationale de son vivant, pour sa vie, ses exploits, la chasse, et pour ses talents en narration et d’écrivain, surnommé le « Lion de l'Ouest », et « roi de la frontière sauvage », il devient à sa disparition un mythe, et un des plus célèbres héros populaires du folklore et de l'histoire des États-Unis.

## Musée
Sa cabane de bûcheron / pionnier américain, où il vit de 1822 à sa disparition en 1836, est restaurée à partir de la charpente de son domicile d'origine, avec toiture en tavaillon.

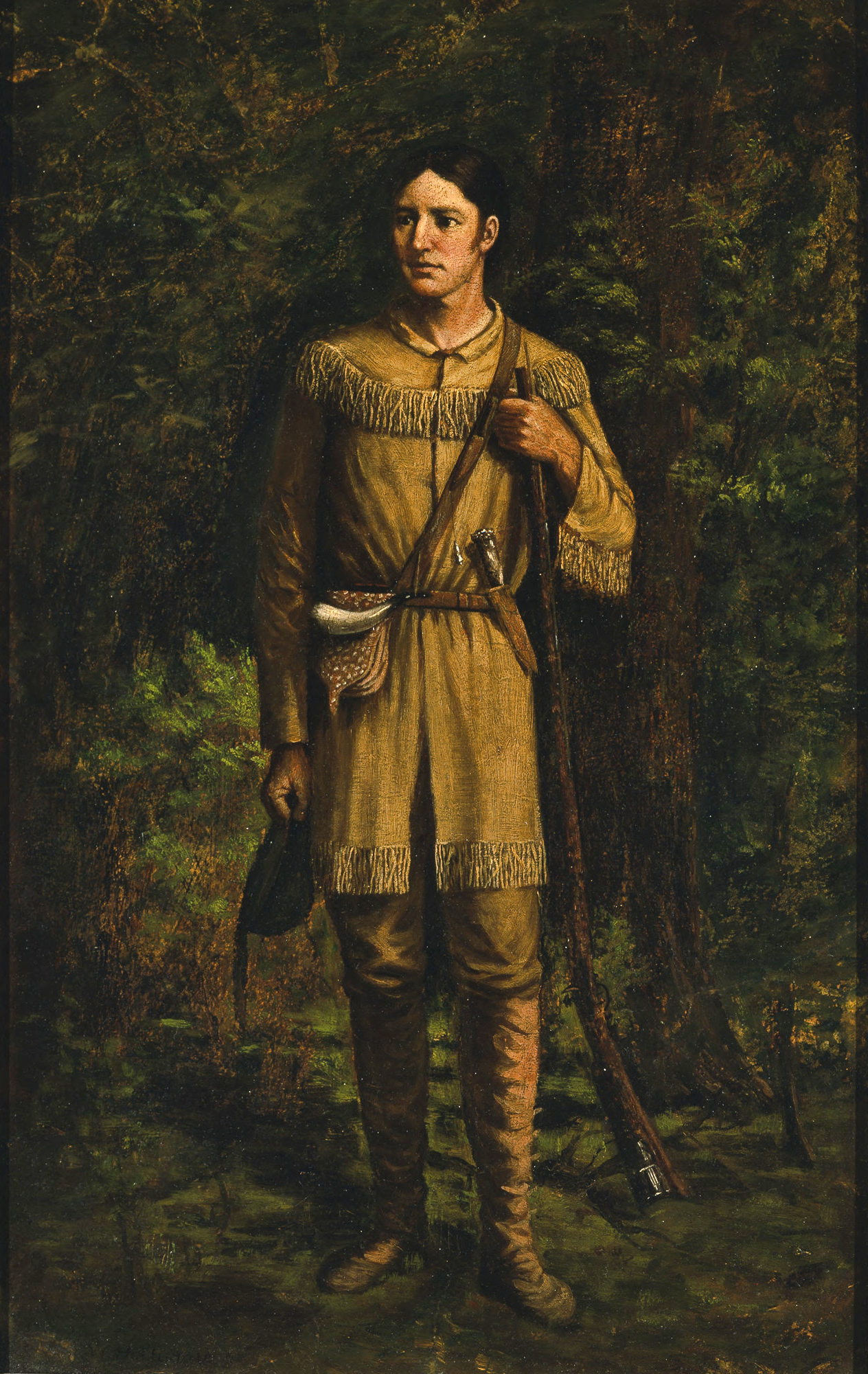
David Crockett en 1889.
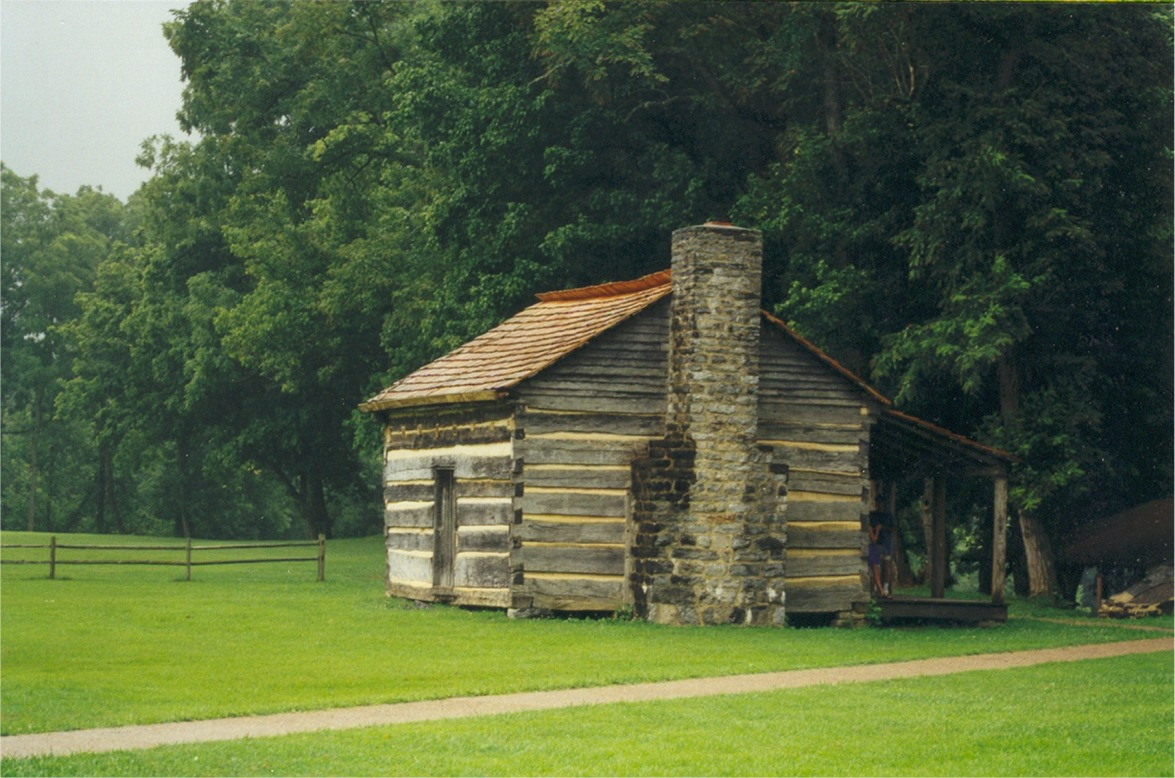
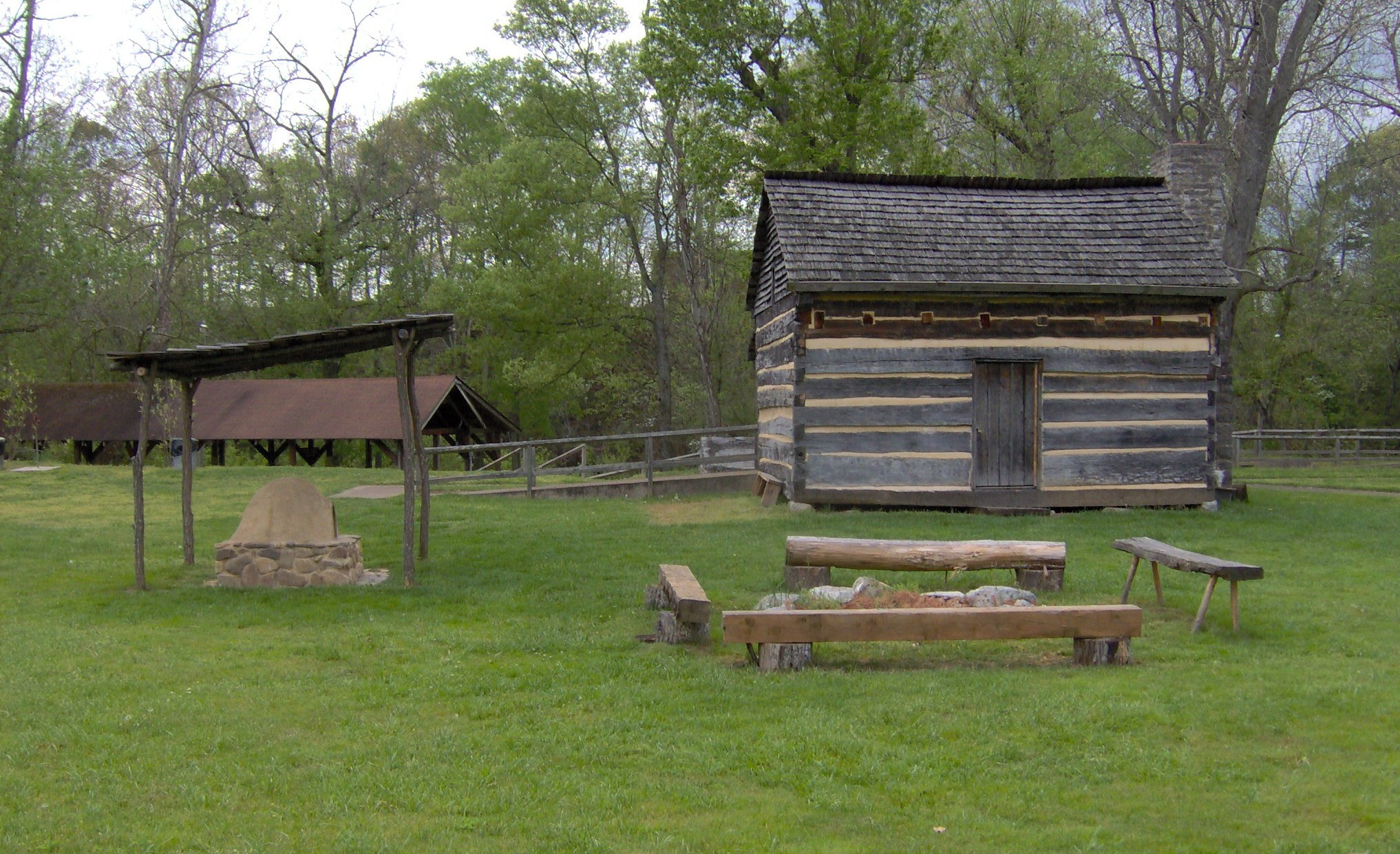
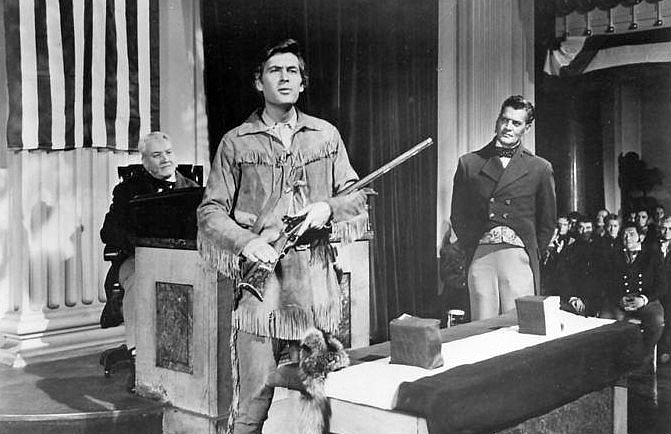
Davy Crockett (série télévisée, 1954) avec Fess Parker, de Walt Disney Pictures.
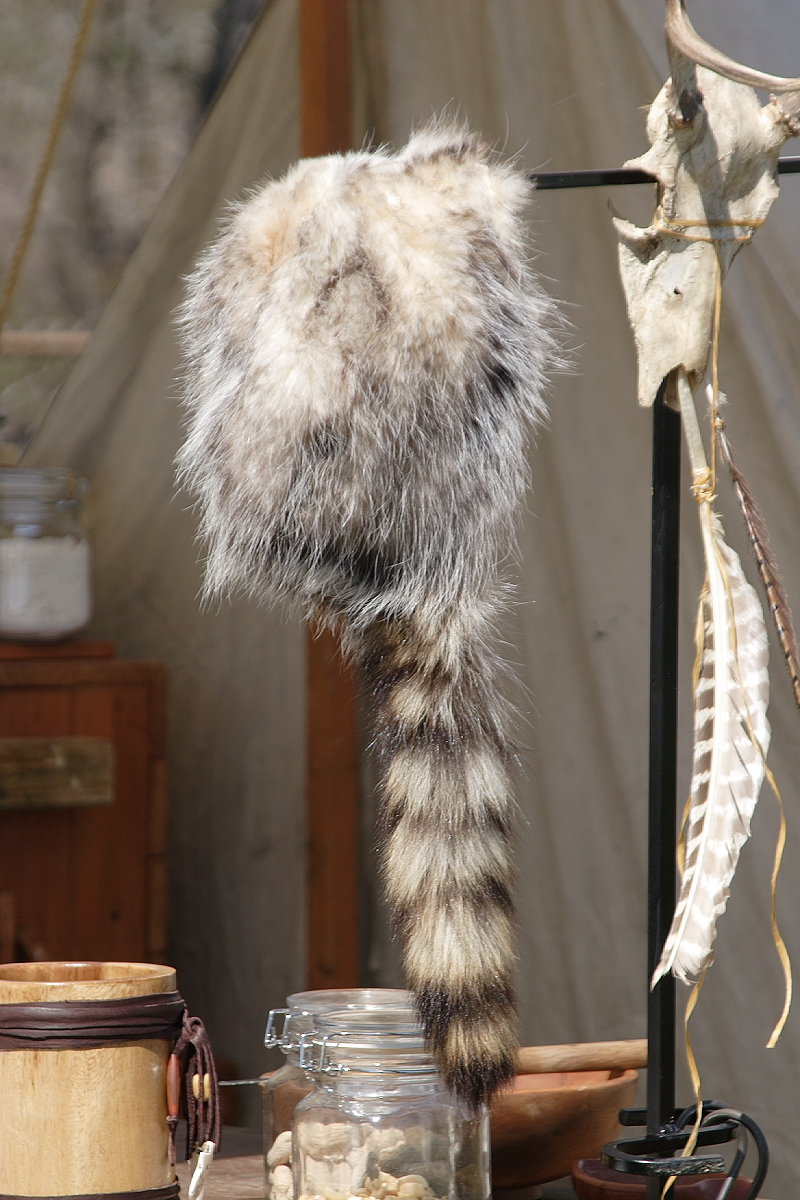
Son célèbre chapeau de trappeur.

Elle est aménagée avec des meubles et objets du début des années 1800, photos, lettres, documents d'époques, livres d'histoire locale et sur la famille Crockett, sépulture de sa mère Rebecca Crockett...